# Pedro Morales Moya
Pedro Morales Moya (Espejo, Gaubea, Àlaba, 1922) és un periodista i polític basc.

## Biografia
Fill d'un metge, restà orfe de pare el 1945. Després de fer el servei militar a Santiago de Compostel·la, va treballar durant un temps en un banc a Ourense fins que va ingressar per oposició en el cos de funcionaris tècnic-administratius de la Diputació Foral d'Àlaba. Durant un temps va demanar excedència i va treballar com a corresponsal a Vitòria del diari del Movimiento Nacional La Voz de España de Sant Sebastià, i més tard com a director a Àlaba de la delegació d'"El Correo" de Bilbao el 1973 i 1974. Degut a alguns dels articles publicats denunciant la corrupció a l'ajuntament de Vitòria va tenir problemes amb la censura.
Simultàniament, va col·laborar en la fundació de la cooperativa d'arts gràfiques EVAGRAF, de la que en fou director gerent durant deu anys. El 1956 també va fundar el Cinema Fòrum Vitòria i col·laborà en l'edició de Cine Crítica.
Arran de la massacre del 3 de març de Vitòria començà a interessar-se per la política, defensant una postura liberal i foralista i denunciant que les vagues convocades durant la transició democràtica tenien un component més polític que no pas laboral. Això el va portar a contactar amb el fundador de la UCD a Àlaba, Jesús María Viana Santacruz, qui el va convèncer per anar de número dos a les llistes d'aquesta coalició per Àlaba a les eleccions generals espanyoles de 1977. Tanmateix, poc després abandonà la coalició a causa del tracte que la UCD va donar al conflicte basc, i passà al Grup Mixt. Alhora, va formar part del Consell General Basc.
A les eleccions generals espanyoles de 1979 es va presentar amb la coalició Unió Foral del País Basc, però no fou escollit. Posteriorment ingressà a Alianza Popular, de la que en fou nomenat president a Àlaba el 1983, i fou elegit diputat per Àlaba a les eleccions al Parlament Basc de 1984. El 1986 es retirà de la política.

## Obres

### Assaig
- Ese camino de sangre (1998) ISBN 8460572579
- Crítica y réplica a la propuesta de Ibarretxe (2003) ISBN 9788485631940
- El pan de cada día. Apuntes para una historia del pan en Álava (2006) ISBN 9788489213029

### Narrativa
- Vitoria si mal no recuerdo (1998) ISBN 8460576728
- La oprobiosa muerte del licenciado Ruiz de Luzuriaga (1999) ISBN 9788493058906
- Como sombras que pasan
- Ojo de Peregrino
- El Círculo en Vitoria
- La Cuadrilla (2007) ISBN 9788461190096
- Adiós, Vitoria (2010)[3]